# Wolfgang Becker (Wirtschaftswissenschaftler)
Wolfgang Becker (* 20. Oktober 1953 in Hamm; † 29. April 2023) war ein deutscher Wirtschaftswissenschaftler und Hochschullehrer.

## Leben
Becker studierte nach dem Abitur am Freiherr von Stein-Gymnasium Hamm Ingenieur-, Wirtschafts- und Sozialwissenschaften an der Technischen Universität Dortmund, der Universität Hagen und der Universität Erlangen-Nürnberg. Zu seinen akademischen Lehrern gehörte Wolfgang Männel. In Nürnberg wurde er 1985 in Betriebswirtschaftslehre promoviert. 1990 hatte er einen Lehrauftrag für Controlling an der Sommeruniversität der Universität Leipzig inne, im Jahr 1992 erhielt er Rufe an die Universität Osnabrück, die Universität Münster und die Universität Bamberg.
Nach der Habilitation in Nürnberg war Becker von 1992 bis 2019 Inhaber des Lehrstuhls „Unternehmensführung und Controlling“ an der Universität Bamberg. Von 2004 bis 2006 war er zudem Dekan der dortigen Fakultät Sozial- und Wirtschaftswissenschaften und von 2006 bis 2011 Mitglied des Senats der Universität.
Zu seinen Forschungsschwerpunkten gehörten Value Based Management und Controlling, angewandte Mittelstandsforschung sowie Digitalisierung und digitale Wertschöpfung. Zusammen mit seinem ehemaligen Habilitanden Patrick Ulrich gab er die Research Edition Unternehmensführung & Controlling im Verlag Springer Gabler und die Reihe Mittelstand und Mittelstandsforschung im Kohlhammer Verlag heraus.
Becker war Gründer, Gesellschafter und Seniorpartner der Unternehmensberatung Scio GmbH in Erlangen.
Wolfgang Becker starb am 29. April 2023 nach kurzer schwerer Krankheit im Alter von 69 Jahren.